# Broichweiden
Broichweiden is een plaats in de Duitse gemeente Würselen, deelstaat Noordrijn-Westfalen. Het vliegveld Aachen-Merzbrück bevindt zich nabij Broichweiden.
Bardenberg · Broich · Broichweiden · Euchen · Grevenberg · Linden-Neusen · Morsbach · Oppen-Haal · Pley · Scherberg · Vorweiden · Würselen